# Gare de Meidaimae
La gare de Meidaimae (明大前駅, Meidaimae-eki) est une gare ferroviaire de la ville de Tokyo, au Japon. Elle est située dans l’arrondissement de Setagaya. La gare est exploitée par la compagnie Keiō.

## Situation ferroviaire
La gare de Meidaimae est située au point kilométrique (PK) 5,2 de la ligne Keiō et au PK 4,9 de la ligne Inokashira.

## Histoire
La gare a été inaugurée le 15 avril 1913.

## Service des voyageurs

### Accueil
La gare dispose d'un bâtiment voyageurs, avec guichet, ouvert tous les jours.

### Desserte
- Ligne Keiō :
  - voie 1 : direction Keiō-Hachiōji, Takaosanguchi ou Tama-Dobutsu-koen
  - voie 2 : direction Shinjuku
- ligne Inokashira :
  - voie 3 : direction Kichijōji
  - voie 4 : direction Shibuya